# Dicrurus waldenii
Dicrurus waldenii е вид птица от семейство Dicruridae. Видът е световно застрашен, със статут Уязвим.

## Разпространение
Видът е разпространен в Майот.